# Aeschropteryx invariaria
Aeschropteryx invariaria är en fjärilsart som beskrevs av Walker 1860. Aeschropteryx invariaria ingår i släktet Aeschropteryx och familjen mätare. Inga underarter finns listade i Catalogue of Life.